# Bdelyrus cochabambae
Bdelyrus cochabambae е вид бръмбар от семейство Листороги бръмбари (Scarabaeidae).

## Разпространение
Видът е разпространен в Боливия и Перу.